# 佩塔洛沃
57°04′N 27°54′E / 57.067°N 27.900°E
佩塔洛沃（俄语：Пыталово）是俄羅斯普斯科夫州西部的一個城市，鄰近拉脫維亞。距普斯科夫以西102公里。2002年人口6,806人。
佩塔洛沃于1782年建立，1933年正式建市。